# Tapinocyba gamma
Tapinocyba gamma là một loài nhện trong họ Linyphiidae.
Loài này thuộc chi Tapinocyba. Tapinocyba gamma được Ralph Vary Chamberlin miêu tả năm 1949.